# ترزا اندرسون
ترزا اندرسون (به انگلیسی: Theresa Andersson) (زاده ۱۱ سپتامبر ۱۹۷۱) خواننده، ترانه‌سرا سوئدی-آمریکایی است.